# Roald Dahl
Roald Dahl (Llandaff, 13 de septiembre de 1916-Oxford, 23 de noviembre de 1990) fue un novelista, cuentista, poeta y guionista británico de ascendencia noruega, célebre por sus cuentos y literatura infantil. Durante la guerra fue también un as de la aviación. Sus libros, traducidos a numerosos idiomas, han vendido más de 300 millones de copias en todo el mundo. Ha sido llamado «uno de los más grandes narradores de historias para niños del siglo XX».
Dahl nació en Gales de acaudalados padres noruegos, y vivió la mayor parte de su vida en Inglaterra. Sirvió en la Real Fuerza Aérea durante la II Guerra Mundial. Se convirtió en piloto de combate y, luego, en oficial de inteligencia, ascendiendo al rango de comandante interino de ala. Alcanzó la fama como escritor en la década de 1940 con obras para niños y para adultos, convirtiéndose en uno de los escritores con mejores ventas del mundo. Entre los premios que ganó por sus contribuciones literarias se encuentran el de Premio a una trayectoria de los Premios Mundiales de Fantasía de 1983 y el de escritor del año de literatura infantil en 1990 de los Premios británicos del libro. En 2008, el periódico británico The Times lo ubicó en el puesto 16 en su lista de los «50 más grandes escritores británicos desde 1945». En el 2021, Forbes lo ubicó en el primer puesto en su lista de celebridades fallecidas con mayores ingresos.
Los cuentos de Dahl son conocidos por sus finales inesperados, y sus libros infantiles lo son por su atmósfera poco sentimental, macabra y a menudo de humor negro, en los que son comunes enemigos adultos de personajes infantiles. En sus libros infantiles se celebran personajes de corazones amables y persisten sentimientos cálidos subyacentes. Entre sus obras más populares, varias de las cuales se han adaptado al cine y la televisión, se encuentran Charlie y la fábrica de chocolate, James y el melocotón gigante, Matilda, El gran gigante bonachón, Agu Trot, Las brujas, La maravillosa medicina de Jorge y Danny, el campeón del mundo. Sus obras para audiencias mayores incluyen las colecciones de cuentos Relatos de lo inesperado e Historias extraordinarias.

## Biografía
Roald Dahl nació en el barrio de Llandaff de la ciudad de Cardiff, Gales, el 13 de septiembre de 1916. El padre de Dahl, Harald Dahl (1863-1920), era un acaudalado agente marítimo que había emigrado al Reino Unido desde Sarpsborg, Noruega. Se había afincado en Cardiff en la década de 1880 con su primera mujer, la francesa Marie Beaurin-Gresser, y hecho fortuna. Los Dahl tuvieron dos hijos juntos (Ellen Marguerite y Louis) antes del fallecimiento de Marie en 1907. La madre de Roald Dahl, Sofie Magdalene Hesselberg (1885-1967), también de origen noruego, emigró al Reino Unido y se casó con Harald en 1911.
Roald fue el cuarto de los cinco hijos que tuvieron Harald y Sofie; sus padres le pusieron el nombre de Roald en honor al explorador Roald Amundsen, un héroe nacional de Noruega. La lengua materna de Roald fue el noruego, que hablaba en casa con sus padres y sus hermanas Astri, Alfhild, Else y Asta; los Dahl bautizaron a Roald en la fe luterana de la Iglesia de Noruega.
Cuando Roald tenía tres años, su hermana Astrid murió de apendicitis y unas semanas después falleció su padre Harald a los cincuenta y siete años, víctima de una neumonía. En el momento de su fallecimiento, Harald Dahl contaba con una fortuna valorada en £158,917 10s. 0d. (equivalente a £6,791,035 en 2021). A pesar de su viudez, su madre prefirió mantener a la familia en Gales en lugar de retornar a Noruega a vivir con sus parientes, para cumplir el deseo de su marido de que sus hijos fueran educados en escuelas británicas.
Roald asistió a la escuela de la catedral de Llandaff. A los ocho años, Roald y cuatro de sus amigos fueron azotados por el director después de poner un ratón muerto en un tarro de dulces (concretamente, de inflamofletes) en una tienda del barrio, castigo que su madre consideró desmedido, retirándolo de la escuela. Cuando tenía nueve años, fue enviado a St. Peter's School, un colegio privado en la ciudad costera de Weston-super-Mare, a la que asistió desde 1923 hasta 1929. Desde los trece años, fue educado en Repton School, en Derbyshire, donde fue ayudante del prefecto, se convirtió en capitán del equipo escolar de fives y desarrolló su interés por la fotografía. Durante sus años en Repton, Cadbury, una fábrica de chocolates, enviaba ocasionalmente cajas de sus nuevos productos a la escuela para que fueran probados por los alumnos. Dahl solía soñar con inventar una nueva barra de chocolate que sería el asombro del mismo señor Cadbury, lo que le sirvió como inspiración para escribir su segundo libro para niños, Charlie y la fábrica de chocolate.
A lo largo de su infancia y adolescencia, pasaba sus vacaciones de verano en Noruega. Su niñez es el tema de su libro Boy (relatos de infancia), en el que insiste que dicho libro no es su autobiografía, ya que insiste que  nunca se le ocurriría escribir una autobiografía. Roald dice que Boy son unas historias y recuerdos de una infancia colmada de diversión.
Cuando terminó el colegio, cruzó el Atlántico en el RMS Nova Scotia y pasó tres semanas explorando Terranova con la Public Schools Exploring Society, una organización de beneficencia que ofrecía a jóvenes experiencias de aventuras en contacto con la naturaleza. En julio de 1934 empezó a trabajar en la empresa petrolífera Royal Dutch Shell. Tras cuatro años de entrenamiento en el Reino Unido, fue enviado primero a Mombasa, Kenia, y luego a Dar-es-Salaam, Tanganica (actual Tanzania). Junto con los otros dos únicos empleados de Shell en todo el territorio, vivió lujosamente en la Shell House, en las afueras de Dar-es-Salaam, con un cocinero y ayudantes personales. Mientras viajaba suministrando combustible a clientes a lo largo de Tanganica, Dahl encontró hormigas, mambas negras y leones, entre otras formas de vida silvestre.

### Durante la Segunda Guerra Mundial
En agosto de 1939, a medida que amenazaba la Segunda Guerra Mundial, los británicos hicieron planes para reunir a los cientos de alemanes que vivían en Dar-es-Salaam. Dahl fue nombrado teniente de los King's African Rifles y se le puso al mando de un pelotón de askaris, tropas indígenas que servían en el ejército colonial británico.
En noviembre de 1939 se unió a la Real Fuerza Aérea (RAF) como «aircraftman», el rango más bajo. Después de un viaje en coche de casi mil kilómetros desde Dar-es-Salaam hasta Nairobi, fue aceptado para el entrenamiento de vuelo junto con otros dieciséis candidatos, trece de los cuales morirían en combate aéreo más tarde durante la guerra. Tras siete horas y cuarenta minutos de experiencia en su De Havilland Tiger Moth, comenzó a volar solo. Dahl disfrutaba observar la vida silvestre de Kenia durante sus vuelos. Continuó con el entrenamiento avanzado en Habbaniya (ochenta kilómetros al oeste de Bagdad, Irak). Tras seis meses volando Hawker Harts, fue nombrado oficial y asignado al escuadrón número 80 de la RAF, volando obsoletos Gloster Gladiator, los últimos aviones de caza biplanos usados por la RAF. Dahl se sorprendió al descubrir que no recibiría entrenamiento especializado en combate aéreo ni en cómo volar los Gloster Gladiators.
El 19 de septiembre de 1940, Dahl y otro piloto recibieron órdenes de volar en etapas sus Gladiators desde Abu Suwiur (cerca de Ismailía, en Egipto), hasta Amiriya para recargar combustible y luego hasta Fouka, Libia, por una segunda carga. Desde ahí volarían a la pista del escuadrón 80, cincuenta kilómetros al sur de Marsa Matruh. En el tramo final, no lograron encontrar la pista y, cortos de combustible y con la noche cayendo, Dahl se vio forzado a intentar un aterrizaje en el desierto. Desafortunadamente, el tren de aterrizaje golpeó una roca y el avión se estrelló. Roald se fracturó el cráneo, se rompió la nariz y perdió temporalmente la visión. Logró arrastrarse lejos del avión en llamas y se desmayó. Su compañero, Douglas McDonald, había aterrizado bien y pudo cuidar de Dahl hasta que fueron rescatados. Más tarde, escribió acerca del accidente en su primera obra publicada. Dahl llegó a creer que la concusión que recibió durante el accidente había sido la causa de su genio creativo.En una investigación de la RAF acerca del suceso, se descubrió que la ubicación a la que se le había ordenado volar era completamente incorrecta, habiendo sido enviado por error a una tierra de nadie entre las fuerzas británicas e italianas.
Dahl fue rescatado y llevado a un puesto de primeros auxilios en Marsa Matruh, donde recuperó la conciencia (aunque no la vista). Permaneció ciego seis semanas debido a una inflamación masiva de su cerebro. Fue trasladado en tren al hospital de la Royal Navy en Alejandría. Allí se enamoró de una enfermera, Mary Welland, que fue la primera persona que vio al recuperar la vista, tras ocho semanas de ceguera. Los doctores dijeron que no había ninguna posibilidad de que volviese a volar, pero en febrero de 1941, cinco meses después de ingresar al hospital, fue dado de alta y pasado a tareas de vuelo. Para esos momentos, el escuadrón número 80 había sido transferido a la campaña griega y se encontraba en Eleusis, cerca de Atenas, Grecia, combatiendo junto con la British Expeditionary Force contra las fuerzas del Eje, sin esperanzas de derrotarlos. El escuadrón estaba equipado ahora con aviones Hawker Hurricane. En abril de 1941, Dahl atravesó el mar Mediterráneo en un Hawker Hurricane de reemplazo para finalmente unirse a su escuadrón en Grecia, con siete horas de experiencia volando estos aviones. Para este momento en la campaña griega, la RAF tenía apenas 18 aviones de caza en Grecia, 14 Hurricanes y cuatro bombarderos ligeros Bristol Blenheim. En Eleusis, Dahl conoció a un cabo que preguntaba cuánto tiempo sobreviviría el nuevo avión contra miles de aviones enemigos. El líder del escuadrón tampoco se mostraba entusiasmado por tener solo un nuevo piloto. Allí, Dahl se hizo amigo de David Coke, quien, de no haber muerto más tarde en combate, se habría convertido en earl de Leicester.
Dahl tuvo su primer combate aéreo volando solo sobre la ciudad de Calcis, donde seis Junkers Ju 88s se encontraban bombardeando barcos. Solo con su Hurricane contra seis bombarderos, logró derribar uno. Derribó otro Ju 88 en otra batalla el 16 de abril. Escribió sobre todos estos incidentes en su libro autobiográfico Volando solo.
El 20 de abril de 1941, Dahl participó en la batalla de Atenas, junto con el as de aviación británico Pat Pattle y su amigo David Coke. De los 12 Hurricanes involucrados, cinco fueron derribados y cuatro de sus pilotos murieron, incluyendo a Pattle. Testigos griegos en tierra contabilizaron 22 aviones alemanes derribados, pero debido a la confusión en las batalla aérea, ninguno de los pilotos sabía qué avión habían derribado. Dahl lo describió como «una confusión interminable de aviones enemigos zumbando hacia mi desde todo lado»

En mayo, cuando los alemanes rodeaban Atenas, Dahl fue evacuado a Egipto. Su escuadrón fue rearmado en Haifa para que hiciera parte de la Operación Exporter. Desde allí, Dahl voló misiones de combate todos los días durante cuatro semanas, derribando un Potez 63 de la Fuerza Aérea de la Francia de Vichy el 8 de junio y otro Ju 88 el 15 de junio. En un escrito autobiográfico, Dahl narra en detalle un ataque que hizo junto a los otros pilotos de Hurricanes sobre la base aérea de Rayak (en el Líbano) en manos de la Francia de Vichy. Escribe que al irrumpir él y los demás pilotos:
... a mediodía, volando a baja altura sobre el campo, vimos con asombro a un grupo de chicas con vestidos de algodón de colores brillantes paradas junto a los aviones con vasos en las manos tomando unos tragos con los pilotos franceses, y recuerdo haber visto botellas de vino en el ala de uno de los aviones mientras pasábamos volando. Era domingo por la mañana y los franceses evidentemente estaban entreteniendo a sus novias y alardeándoles sus aviones, lo cual era algo muy francés en medio de una guerra en un aeródromo de primera línea. Ninguno de nosotros disparó en esa primera pasada sobre el campo de vuelo y fue maravillosamente cómico ver a las chicas dejar caer sus copas de vino y correr al galope en sus tacones altos hacia la puerta del edificio más cercano. Volvimos a pasar, pero esta vez ya no éramos una sorpresa y estaban preparados para nosotros con sus defensas terrestres, y me temo que nuestra caballerosidad resultó en daños en varios de nuestros Hurricanes, incluido el mío, aunque destruimos cinco de sus aviones en tierra.
A pesar de este relato un tanto desenfadado, Dahl también señaló que, en últimas, las fuerzas de la Francia de Vichy dieron de baja a cuatro de los nueve pilotos de Hurricane de su escuadrón. Describiendo a las fuerzas de Vichy como «repugnantes», afirmó que «... se perdieron miles de vidas, y yo, por mi parte, nunca he perdonado a los franceses de Vichy por la carnicería innecesaria que causaron».
Cuando comenzó a sufrir fuertes dolores de cabeza que le hacían perder el conocimiento, fue enviado a Gran Bretaña por invalidez, donde permaneció con su madre en Buckinghamshire. Aunque en ese momento Dahl era solo un oficial piloto en período de prueba, en septiembre de 1941 fue confirmado simultáneamente como oficial piloto y ascendido a oficial de vuelo sustantivo de guerra.
Comenzó a escribir en 1942, cuando fue trasladado a Washington, como agregado aéreo adjunto. Su primer trabajo publicado, aparecido en la edición del Saturday Evening Post el 1 de agosto de 1942, fue un cuento titulado «Pan comido», describiendo su accidente con el Gloster Gladiator. El título original en inglés era «A piece of cake», pero fue cambiado a «Shot down over Libya» («Derribado sobre Libia»).
Después de ser enviado a casa por invalidez, Dahl fue destinado a un campo de entrenamiento de la RAF en Uxbridge. Intentó recuperar su salud lo suficiente como para convertirse en instructor. A finales de marzo de 1942, mientras estaba en Londres, conoció al subsecretario de Estado para el Aire, el mayor Harold Balfour, en su club. Impresionado por el historial de guerra de Dahl y sus habilidades de conversación, Balfour nombró al joven como agregado aéreo asistente en la Embajada británica en Washington D. C. Inicialmente renuente, Dahl fue finalmente persuadido por Balfour para aceptar, y tomó viajó en el MS Batory desde Glasgow unos días después. Llegó a Halifax, Canadá, el 14 de abril, después de lo cual tomó un tren cama a Montreal.
Procedente de una Gran Bretaña hambrienta por la guerra (en lo que fue un período de racionamiento en el Reino Unido durante la guerra), Dahl se sorprendió por la riqueza de alimentos y comodidades que se podían conseguir en América del Norte. Al llegar a Washington una semana después, Dahl descubrió que le gustaba la atmósfera de la capital estadounidense. Compartía casa con otro agregado en Georgetown. Sin embargo, después de diez días en su nuevo puesto, a Dahl le disgustaba profundamente, pues sentía que había aceptado «un trabajo sumamente insignificante». Más tarde explicó: «Acababa de llegar de la guerra. Había gente muriendo. Había estado volando por ahí, viendo cosas horribles. Ahora, casi al instante, me encontraba en medio de una fiesta de cócteles de antes de la guerra en Estados Unidos».
A Dahl no le impresionaba su oficina en la Misión aérea británica, adscrita a la embajada. Tampoco le impresionaba el embajador, Lord Halifax, con quien a veces jugaba al tenis y a quien describía como «un caballero inglés cortés». Dahl socializaba con Charles E. Marsh, un editor y petrolero de Texas. Como parte de sus deberes como agregado aéreo asistente, Dahl debía ayudar a neutralizar las opiniones aislacionistas que aún sostenían muchos estadounidenses dando discursos probritánicos y hablando de su servicio en la guerra. Los Estados Unidos había entrado en la guerra apenas el diciembre previo, después del ataque a Pearl Harbor.
En esta época, Dahl conoció al célebre novelista británico C. S. Forester, que también trabajaba ayudando al esfuerzo bélico británico. Forester trabajaba para el Ministerio de Información británico y escribía propaganda para la causa aliada, principalmente para consumo estadounidense. El Saturday Evening Post le había pedido a Forester que escribiera una historia basada en las experiencias de vuelo de Dahl, y Forester le pidió a Dahl que escribiera algunas anécdotas de la RAF para poder darles forma y crear una historia. Después de haber leído lo que Dahl le había dado, Forester decidió publicar la historia exactamente como Dahl la había escrito. En realidad, se realizaron varios cambios al manuscrito original antes de su publicación. Originalmente tituló el artículo Pan comido, pero la revista lo cambió a «Shot Down Over Libya» (Derribado sobre Libia) para que sonara más dramático, aunque Dahl nunca fue derribado. Se publicó en la edición del 1 de agosto de 1942 del Post. Dahl fue ascendido a teniente de vuelo (sustantivo de guerra) en agosto de 1942. Más tarde trabajó con otros oficiales británicos conocidos como Ian Fleming (quien más tarde publicó la popular serie de James Bond) o David Ogilvy, promoviendo los intereses y el mensaje de Gran Bretaña en los EE. UU. y combatiendo el movimiento «America First» (Estados Unidos primero).
Este trabajo introdujo a Dahl al espionaje y a las actividades del jefe de espionaje canadiense William Stephenson, conocido por el nombre en clave «Intrepid». Durante la guerra, Dahl proporcionó información de Washington al primer ministro Winston Churchill. Como Dahl dijo más tarde: «Mi trabajo era tratar de ayudar a Winston a llevarse bien con FDR y decirle lo que éste tenía en mente». Dahl también brindaba información a Stephenson y su organización, conocida como British Security Coordination, que formaba parte del MI6. En una ocasión, los funcionarios de la embajada británica enviaron a Dahl de regreso a Gran Bretaña, supuestamente por mala conducta: «Los peces gordos me echaron», dijo. Stephenson lo trajo rápidamente de regreso a Washington, con un ascenso al rango de comandante de ala. Hacia el final de la guerra, Dahl escribió parte de la historia de la organización secreta. Stephenson y Dahl siguieron siendo amigos durante décadas después de la guerra.
Al finalizar la guerra, Dahl tenía el rango de comandante de ala interino (teniente de vuelo sustantivo). Debido a la gravedad de sus heridas en el accidente de 1940, fue declarado no apto para seguir en servicio y fue dado de baja de la RAF en agosto de 1946. Dejó el servicio con el rango de líder de escuadrón. Su récord de cinco victorias aéreas, que lo califican como un as de la aviación, ha sido confirmado por investigaciones posteriores a la guerra y referencias cruzadas en los registros del Eje. Es muy probable que haya conseguido más victorias que esas durante el 20 de abril de 1941, cuando 22 aviones alemanes fueron derribados.

### Vida tras la guerra
Dahl conoció a la actriz estadounidense Patricia Neal en una cena organizada por Lillian Hellman en 1952, mientras Dahl vivía en Nueva York. Se casaron el 2 de julio de 1953 en la Iglesia de la Trinidad en Nueva York. Estuvo casado durante treinta años (desde 1953 hasta 1983) con Neal, y tuvieron cinco hijos (incluyendo a la autora Tessa Dahl).  

En 1960, Theo, su único hijo varón, sufrió un accidente a los cuatro meses de edad que le provocó hidrocefalia. Como resultado, su padre se involucró en el desarrollo de lo que más tarde se conocería como válvula de Wade-Dahl-Till, un dispositivo para aliviar esta condición. Su hija mayor, Olivia Twenty Dahl, falleció de encefalitis por el virus de sarampión a la edad de siete años, en 1962. La muerte de Olivia afectó enormemente a Dahl, quien sintiéndose culpable por no haber podido hacer nada al respecto se convirtió en un defensor de la vacunación, escribiendo en 1988 la carta abierta «Sarampión: Una enfermedad peligrosa», en respuesta a los casos de sarampión en el Reino Unido, y dedicando su libro El gran gigante bonachón a la memoria de su hija.Tras la muerte de Olivia y reunirse con un miembro de la Iglesia, Dahl llegó a ver el cristianismo como una farsa. Dahl había buscado guía espiritual durante su duelo de parte de Geoffrey Fisher, quien había sido Arzobispo de Canterbury, y se sintió consternado cuando el clérigo le dijo que, si bien Olivia estaba en el Paraíso, su amado perro Rowley nunca estaría con ella allí. Al respecto, Dahl rememoraba años después que: 
Quería preguntarle [a Fisher] cómo podía estar tan absolutamente seguro de que otras criaturas no recibían el mismo tratamiento especial que nosotros. Me senté ahí preguntándome si este gran y famoso hombre de la Iglesia sabía de verdad de lo que estaba hablando y si sabía cosa alguna sobre Dios o el cielo, y si él no sabía nada, entonces ¿quién en el mundo sí lo sabía?
En 1965, Patricia, la esposa de Dahl, sufrió tres aneurismas cerebrales mientras estaba embarazada de su quinta hija, Lucy. Dahl se hizo cargo de su rehabilitación durante los meses siguientes, en los que Patricia tuvo que volver a aprender a hablar y a caminar, pero logró regresar a su carrera en la actuación. Este período en sus vidas fue dramatizado en la película The Patricia Neal Story (1981), en la que la pareja fue interpretada por Glenda Jackson y Dirk Bogarde.
Su hija Ophelia Dahl es directora y cofundadora (junto con el doctor Paul Farmer) de Partners in Health, una organización sin fines de lucro dedicada a proveer cuidados médicos a algunas de las más empobrecidas comunidades del mundo. La hija de Tessa, e inspiración para un personaje de El gran gigante bonachón, es la modelo y autora Sophie Dahl. 
En 1972, Roald Dahl conoció a Felicity d'Abreu Crosland, mientras esta trabajaba junto con Patricia, la esposa de Dahl, como diseñadora de escenografía para un anuncio comercial. Al poco tiempo los dos empezaron una aventura amorosa que duró once años. En 1983, Neal y Dahl se divorciaron y Dahl se casó con Felicity.
Murió de síndrome mielodisplásico, una forma rara de leucemia, el 23 de noviembre de 1990 en su casa, Gipsy House, en Great Missenden, Buckinghamshire, a los 74 años, y fue enterrado en el cementerio de la parroquia de San Pedro y San Pablo. En su honor, la Roald Dahl Children's Gallery fue inaugurada en el Bucks County Museum, en la cercana Aylesbury. Los compromisos solidarios de Dahl en los campos de la neurología, la hematología y la alfabetización han sido continuados tras su muerte a través de la Roald Dahl Foundation. En junio de 2005, el Roald Dahl Museum and Story Centre fue inaugurado en Great Missenden para celebrar la obra de Dahl.

## Escritura
Inspirado por una reunión con Cecil Scott Forester, Dahl escribió su primer trabajo publicado, Pan comido, una historia sobre sus aventuras durante la guerra, que fue comprado por el Saturday Evening Post, que la publicó con el título «Derribado en Libia».
Su primer libro para niños fue Los gremlins, publicado en 1943, que trataba de unas pequeñas criaturas traviesas malvadas que formaban parte del folclore de la Real Fuerza Aérea. Los pilotos británicos culpaban a los gremlins de todos los problemas que tenían con sus aeronaves. El protagonista de la historia, Gus (un piloto de combate como Dahl) une fuerzas con los gremlins contra un enemigo en común: Hitler y los nazis. Mientras se encontraba en la Embajada Británica en Washington, D. C., Dahl le envió una copia a la primera dama Eleanor Roosevelt que se lo leyó a sus nietos, y el libro fue encargado por Walt Disney para adaptarse como un largometraje animado que nunca se llegó a realizar. El libro en últimas no tuvo mucho éxito.
Su servicio en la RAF influyó en su primera colección de cuentos, Over to You: Ten Stories of Flyers and Flying (1946), una serie de cuentos militares que fue recibida favorablemente por los críticos, pero no se vendió bien. Alcanzó el estatus de best seller con Someone like You (1953; ed. rev. 1961), una colección de cuentos macabros para adultos, a la que siguió Kiss, Kiss (1959), colección de cuentos que se centraba en relaciones románticas tormentosas.
Dahl se dedicó entonces principalmente a escribir los libros infantiles que le darían fama duradera, creando algunas de las historias para niños más conocidas del siglo XX, tales como Charlie y la fábrica de chocolate, Matilda, James y el melocotón gigante, Los Cretinos o Boy (relatos de infancia), donde cuenta su infancia. A diferencia de la mayoría de los demás libros dirigidos a un público infantil, las obras de Dahl tenían un carácter oscuramente cómico, que a menudo incluía violencia o muerte escabrosas. Sus villanos eran a menudo adultos malévolos que ponían en peligro a protagonistas infantiles precoces y nobles. James y el melocotón gigante (1961; adaptada al cine en 1996), escrita para sus propios hijos, fue un éxito popular, al igual que Charlie y la fábrica de chocolate (1964), que se convirtió en las películas Willy Wonka y la fábrica de chocolate (1971) y Charlie y la fábrica de chocolate (2005). Sus otras obras para lectores jóvenes incluyen Fantastic Mr. Fox (1970; película de 2009), Charlie y el gran ascensor de cristal (1972), El cocodrilo enorme (1978), El gran gigante bonachón (1982; películas de 1989 y 2016) y Las brujas (1983; películas de 1990 y 2020). Uno de sus últimos libros de este tipo, Matilda (1988), fue adaptado al cine (1996 y 2022) y al teatro (2010). Muchos de los libros de Dahl han sido ilustrados por el galardonado ilustrador Quentin Blake.
Paralelamente, tuvo una exitosa carrera como escritor de macabros cuentos para adultos, usualmente apelando al humor negro y a los finales sorpresivos. Muchos de ellos fueron originalmente escritos para revistas estadounidenses tales como Ladies Home Journal, Harper's, Playboy y The New Yorker, y luego recogidos en antologías, ganando la aclamación mundial para el autor. Dahl escribió más de sesenta cuentos y han aparecido en numerosas colecciones, tales como Switch Bitch (1974), The Wonderful Story of Henry Sugar, and Six More (1977) o Relatos de lo inesperado (1979), algunas solo publicadas en forma de libro de manera póstuma. Por un breve período en los años 60, Dahl escribió guiones para obtener dinero. Dos de ellos, las películas de James Bond, Sólo se vive dos veces (You only live twice) y Chitty Chitty Bang Bang, fueron adaptaciones de novelas de Ian Fleming. Además, adaptó su propio trabajo para realizar Willy Wonka y la fábrica de chocolate, de 1971. Su autobiografía, Boy (relatos de infancia), se publicó en 1984.
Uno de sus cuentos para adultos más famosos, Hombre del Sur (The smoker o Man from the South), fue filmado como un episodio de Alfred Hitchcock Presenta y fue adaptada en el segmento de Quentin Tarantino de la película de 1995 Four Rooms. Su colección de cuentos Relatos de lo inesperado fue adaptada para una exitosa serie de televisión del mismo nombre. Algunos de sus cuentos son supuestamente extractos del diario de su (ficticio) tío Oswald, un caballero rico cuyas hazañas son el tema de estas historias.
Sus libros han vendido más de 250 millones de copias en el mundo.

## Estilo
Las obras infantiles de Dahl suelen estar contadas desde el punto de vista de un niño. Por lo general, presentan a villanos adultos que odian y maltratan a los niños, y presentan al menos un adulto «bueno» para contrarrestar al villano o villanos. Estos personajes tipo son posiblemente una referencia al abuso que Dahl afirmó haber experimentado en los internados a los que asistió en su niñez. En una biografía de Dahl, Matthew Dennison escribió que «sus escritos incluían con frecuencia protestas contra la injusticia». Los libros de Dahl muestran el triunfo del niño. La crítica de libros infantiles Amanda Craig afirmó: «Él era inequívoco al decir que son los buenos, los jóvenes y los amables los que triunfan sobre los viejos, los codiciosos y los malvados». Anna Leskiewicz escribió en The Telegraph: «A menudo se sugiere que el atractivo duradero de Dahl es el resultado de su talento excepcional para introducirse en las fantasías y miedos de los niños y plasmarlos en la página con un deleite anárquico. Los villanos adultos son dibujados con un nivel de detalle aterrador, antes de que sean expuestos como mentirosos e hipócritas, y derribados con justicia retributiva, ya sea por una magia repentina o por la agudeza superior de los niños a los que maltratan.
Si bien sus extravagantes historias de fantasía presentan sentimientos cálido subyacente, a menudo se yuxtaponen con escenarios grotescos, oscuramente cómicos y, a veces, duramente violentos. Las brujas, La maravillosa medicina de George o Matilda son ejemplos de esta fórmula. La misma fórmula aparece en El gran gigante bonachón, en donde el gigante bonachón representa el arquetipo del «adulto bueno» y los otros gigantes son los «adultos malos». Esta fórmula también es algo evidente en el guion cinematográfico de Dahl para Chitty Chitty Bang Bang. Temas de conciencia de clase también aparecen en obras como Fantastic Mr Fox o Danny, el campeón del mundo, donde los protagonistas burlan a los desagradables vecinos ricos.
En la obra de Dahl también aparecen personajes muy gordos, normalmente niños. Augustus Gloop, Bruce Bogtrotter o Bruno Jenkins son algunos de estos personajes, aunque una mujer enorme llamada tía Esponja aparece en James y el melocotón gigante y el desagradable granjero Boggis en Fantastic Mr Fox es un personaje enormemente gordo. Todos estos personajes (con la posible excepción de Bruce Bogtrotter) son villanos o simplemente glotones desagradables. Suelen ser castigados por esto: Augustus Gloop bebe del río de chocolate de Willy Wonka, haciendo caso omiso de los adultos que le dicen que no lo haga, y se cae, siendo succionado por una tubería y casi convirtiéndose en ganache. En Matilda, Bruce Bogtrotter le roba un pastel a la malvada directora, la señora Trunchbull, y se ve obligado a comer un gigantesco pastel de chocolate delante de toda la escuela; cuando inesperadamente lo consigue, la Trunchbull le estrella el plato vacío en la cabeza. En Las brujas, Bruno Jenkins es atraído por las brujas (cuya líder es la Gran Bruja) a su convención con la promesa de chocolate, antes de ser convertido en ratón. La tía Sponge es aplastada por un melocotón gigante. Cuando Dahl era un niño, su madre solía contarle a él y a sus hermanas historias sobre trols y otras criaturas míticas noruegas, y algunos de sus libros infantiles contienen referencias o elementos inspirados en estas historias, como los gigantes en El gran gigante bonachón, la familia de zorros en Fantastic Mr Fox o los trols en The Minpins.

Dahl también era famoso por su uso inventivo y lúdico del lenguaje, que era un elemento clave de su escritura. Inventó más de 500 palabras nuevas garabateando sus palabras antes de intercambiar letras y adoptar contraposiciones y malapropismos. La lexicógrafa Susan Rennie afirmó que Dahl construía sus neologismos a partir de sonidos familiares, y agregó:
[Dahl] no siempre explicaba lo que significaban sus palabras, pero los niños pueden descifrarlas porque a menudo suenan como una palabra que conocen, y le encantaba usar onomatopeyas. Por ejemplo, sabes que algo lickswishy y delumptious es bueno para comer, mientras que algo uckyslush o rotsome definitivamente no lo es. También usaba sonidos que a los niños les encanta decir, como squishous o squizzle, o fizzlecrump o fizzwiggler.

## Controversias
Aunque para muchos su reputación duradera es la de un querido autor de libros infantiles, Dahl también ha sido una figura controvertida tanto en vida como después de su muerte. Algunas de sus obras, como Charlie y la fábrica de chocolate, fueron criticadas en el momento de su publicación por el uso de estereotipos raciales y sexuales, pero sus transgresiones más notables se produjeron fuera de su ficción. En varias entrevistas y escritos de no ficción durante las décadas de 1980 y 1990, Dahl expresó opiniones que fueron ampliamente consideradas antisemitas. Si bien se defendió diciendo que era «antiisraelí» en lugar de antisemita, esa distinción no fue aceptada por varios lectores, y sus herederos publicaron una disculpa por sus declaraciones en 2020. Tres años después, los editores de Dahl anunciaron que habían revisado cientos de pasajes insensibles y obsoletos en sus clásicos libros para niños, una medida que fue recibida tanto con apoyo por reflejar una cultura cambiante como con críticas por percibirse como una extralimitación editorial.

### La controversia delLiterary Review
En el verano de 1983, Dahl escribió una crítica para el Literary Review de God cried, un libro ilustrado sobre la Guerra del Líbano de 1982 del escritor del Newsweek Tony Clifton. Según Clifton, durante la guerra los israelíes mataron a miles de civiles beirutíes al bombardear escuelas, hospitales y bloques de apartamentos indiscriminadamente. La crítica de Dahl sentenciaba que durante esta invasión fue cuando «todos empezamos a odiar a Israel» y que el libro haría a los lectores «violentamente antiisraelíes». Según el biógrafo Jeremy Treglown, Dahl había escrito en un principio «cuando todos empezamos a odiar a los judíos», pero el editor de Literary Review Gillian Greenwood cambió entonces el término de Dahl «judíos» a «israelíes». Dahl insistiría posteriormente diciendo «No soy antisemita. Soy anti-Israel».
Dahl contó a un periodista en 1983 que «hay un rasgo en el carácter judío que provoca aversión... Quiero decir que siempre hay una razón por la cual lo anti-algo crece en cualquier sitio; incluso un apestoso como Hitler no los escogió a ellos sin razón.» No obstante, según Treglown, Dahl mantenía amistad con un puñado de individuos judíos. El filósofo judío Isaiah Berlin, que estuvo en el ejército junto a Dahl en Washington durante la Segunda Guerra Mundial, dijo: «pienso que pudo decir cualquier cosa. Pudo haber sido pro-árabe o pro-judío. No hay ni una sola línea consistente. Era un hombre que se guiaba por caprichos, lo que quiere decir que arremetería en cualquier dirección, por decirlo de alguna manera».
Años después, Dahl incluyó un compasivo episodio acerca de refugiados germano-judíos en su libro Volando solo y en otra ocasión dijo que se oponía a la injusticia, no a los judíos. Creía que los medios de comunicación habían suprimido detalles sobre las acciones militares israelíes tales como la matanza de civiles, y mantenía su firme postura política contra Israel, diciendo en el periódico británico The Independent poco antes de morir en 1990: «Desde luego que soy antiisraelí y me he vuelto antisemita de la misma manera en que un judío en Inglaterra podría fervientemente defender el sionismo. Creo que deberían ver ambas caras. Es el tema de siempre: sabemos sobre los judíos y el resto del asunto. No hay editores no-judíos en ningún lado, controlan los medios de comunicación —lo cual resulta muy inteligente— y es por eso por lo que el presidente de los Estados Unidos tiene que vender todos esos bártulos militares a Israel».

### La controversia deLas brujas
Cuando en 1990 su libro Las brujas fue llevado a la pantalla grande por Jim Henson, quien delegó la dirección a Nicolas Roeg, Dahl se enfureció porque Roeg cambió el final original en el guion y suavizó muchas escenas al ver que no eran del agrado de su hijo. Como gesto de conciliación, Roeg ofreció filmar dos versiones antes de tomar su decisión final: la versión fiel a los eventos del libro donde Luke sigue siendo un ratón y la versión más feliz donde se transforma de nuevo en un humano. Al ver la escena fiel a su libro, Dahl se conmovió tanto que lloró.
Sin embargo, Roeg nunca mostró intención de utilizar el final fiel a la obra y utilizó el final cambiado, lo que llevó a Dahl a exigir que su nombre fuera eliminado por completo de los créditos y a amenazar con una campaña publicitaria contra la película por la cual incluso se dice que fue visto fuera de los cines con un megáfono desacreditando la película e intentando convencer a la gente que no la viera. Solo fue disuadido de esto a instancias de Jim Henson. Aun así, tras esta decepción, en retribución Dahl prohibió terminantemente que sus obras fueran nuevamente llevadas al cine durante el resto de su vida.

### Censura del año 2023
El 17 de febrero de 2023 el diario inglés Telegraph anunció que cientos de palabras habían sido cambiadas para la más moderna edición de las obras completas del autor por parte de su editorial Puffin, del Grupo Penguin. Se denunciaba en ese artículo que «muchas palabras relacionadas al peso corporal, a la salud mental, a la violencia, o al género y la raza se han recortado y reescrito».

## Ficción infantil

### Prosa
- The Gremlins (1943)
- James y el melocotón gigante  (James and the Giant Peach, 1961)
- Charlie y la fábrica de chocolate (Charlie and the Chocolate Factory, 1964) (Traducción de Verónica Head, 1978, Alfaguara, Madrid)[49]
- El dedo mágico (The Magic Finger, 1966) (Traducción de Maribel de Juan, 1985, Santillana, Buenos Aires)[50]
- El Superzorro (Fantastic Mr. Fox, 1970) (Traducción de Ramón Buckley, 1977, Alfaguara, Madrid)[49]
- Charlie y el gran ascensor de cristal (Charlie and the Great Glass Elevator, 1972). Secuela de Charlie y la fábrica de chocolate
- Danny, el campeón del mundo (Danny, the Champion of the World, 1975)
- El cocodrilo enorme (The Enormous Crocodile, 1978) (Traducción de Miguel A. Diéguez, 1981, Altea)[49]
- Los Cretinos (The Twits, 1980)
- La maravillosa medicina de Jorge (George's Marvellous Medicine, 1981)
- El gran gigante bonachón (The BFG, 1982)
- Las brujas (The Witches, 1983) (Traducción de Maribel de Juan, 1995, Alfaguara, Madrid)[51]
- La jirafa, el pelícano y el mono (The Giraffe and the Pelly and Me, 1985)
- Matilda (Matilda, 1988)
- Agu Trot (Esio Trot, 1990)
- El vicario que hablaba al revés (The Vicar of Nibbleswicke, 1991), obra póstuma
- Los mimpins (The Minpins, 1991), obra póstuma

### Poesía
- Cuentos en verso para niños perversos (1982)
- ¡Qué asco de bichos! (1984)
- Puchero de rimas (1989)

## Ficción para adultos

### Novelas
- Sometime Never: A Fable for Supermen (1948)
- Mi tío Oswald (My Uncle Oswald, 1979)

### Antologías de cuentos
- El gran cambiazo (Switch Bitch, 1974)
- Los mejores relatos de Roald Dahl (The Best of Roald Dahl, 1978)
- Génesis y catástrofe (Genesis and Catastrophe: A True Story, 1980)
- Historias extraordinarias (The Wonderful Story of Henry Sugar and Six More, 1977)
- Relatos de lo inesperado (Tales of the Unexpected, 1979)
- La venganza es mía S.A. (Vengeance is Mine Inc., 1980)
- Cuentos completos (2013)

Ver la Lista de cuentos de Roald Dahl.

## Memorias
- Boy. Relatos de infancia (Boy: Tales of Childhood, 1984). Cuenta su vida hasta la edad de veinte años, centrándose en la educación británica de comienzos del siglo XX.
- Volando solo (Going Solo, 1986). Continuación del anterior. Cuenta su vida como empleado de Shell y su participación en la Segunda Guerra Mundial.
- Memories with Food at Gipsy House (1991)
- Roald Dahl's Guide to Railway Safety (1991)
- Mi año (My Year, 1993)

## Teatro
- The Honeys (1955). Representado en el Longacre Theatre, Broadway.

## Guiones

### Cine
- Sólo se vive dos veces (You only live twice, 1967)
- Chitty Chitty Bang Bang (1968)
- The night digger (1971)
- Un mundo de fantasía (1971)
- Las brujas (1983)
- Matilda (1996)
- James y el melocotón gigante (1996)
- Charlie y la fábrica de chocolate (2005)
- Fantastic Mr. Fox (2009)
- The BFG (2016)
- Las brujas (2020)

### Televisión
- Suspense (Estados Unidos, 1949-1954)
- Cameo Theatre (Estados Unidos, 1950-1955)
- Alfred Hitchcock presenta (Estados Unidos, 1955-1962)
- Way out (Estados Unidos, 1961)
- That was the week that was (Reino Unido, 1962-1963)
- Thirty-minute theatre (Reino Unido, 1965-1973)
- Late night horror (Estados Unidos, 1968)

Roald Dahl fue también presentador de los programas Way out y Tales of the unexpected (en la primera temporada).

## Adaptaciones de sus obras

### Cine
- 36 hours (Estados Unidos, 1967, de su cuento Beware of the dog)
- Willy Wonka y su fábrica de chocolate (Estados Unidos, 1971, de su novela Charlie y la fábrica de chocolate)
- The BFG (Reino Unido, 1989)
- Breaking point (Estados Unidos, 1989, de su cuento Beware of the dog)
- Las brujas (Reino Unido, 1990)
- Four Rooms (Estados Unidos, 1995, de su cuento Hombre del Sur)
- James y el melocotón gigante (Estados Unidos-Reino Unido, 1996)
- Matilda (Estados Unidos, 1996)
- Inaudito (Corto, México, 1999, de su cuento La máquina del sonido)
- Genesis and catastrophe (Corto, Estados Unidos, 2000, de su cuento Génesis y catástrofe)
- Charlie y la fábrica de chocolate (Estados Unidos-Reino Unido-Australia, 2005)[52]
- Fantastic Mr. Fox (Estados Unidos, 2009)
- The BFG (Estados Unidos, Reino Unido y Canadá, 2016)
- Las brujas (Estados Unidos, 2020)
- Matilda, de Roald Dahl: el musical (Estados Unidos, 2022)
- Wonka (Estados Unidos, 2023)

### Televisión
- Danger (Estados Unidos, 1950-1955, de su cuento Apuestas)
- Star tonight (Estados Unidos, 1955-1956, de su cuento Gastrónomos)
- Alfred Hitchcock presenta (Estados Unidos, 1955-1962, diversos cuentos)
- Suspicion (Estados Unidos, 1957, de su cuento La subida al cielo)
- Way out (Estados Unidos, 1961, de su cuento William y Mary)
- Parson's pleasure (Corto, Reino Unido, 1965, de su cuento Placer de clérigo)
- Taste (Corto, Reino Unido, 1967, de su cuento Gastrónomos)
- Tales of the unexpected (Reino Unido, 1979-1988, diversos cuentos)
- Danny the champion of the world (película para televisión, Reino Unido, 1989)